# Theil-Rabier
Theil-Rabier ist eine französische Gemeinde mit 209 Einwohnern (Stand: 1. Januar 2022) im Département Charente in der Region Nouvelle-Aquitaine (vor 2016 Poitou-Charentes); sie gehört zum Arrondissement Confolens und zum Kanton Charente-Nord. Die Einwohner werden Rabitheillois genannt.

## Geographie
Theil-Rabier liegt etwa 40 Kilometer nordnordwestlich von Angoulême und wird umgeben von den Nachbargemeinden Valdelaume mit Pioussay im Nordwesten und Norden, La Forêt-de-Tessé im Nordosten, La Magdeleine im Osten und Südosten sowie Paizay-Naudouin-Embourie im Süden und Westen.

## Bevölkerungsentwicklung
| Jahr                       | 1962 | 1968 | 1975 | 1982 | 1990 | 1999 | 2006 | 2019 |
| Einwohner                  | 210  | 189  | 177  | 176  | 170  | 166  | 147  | 164  |
| Quellen: Cassini und INSEE |      |      |      |      |      |      |      |      |

## Sehenswürdigkeiten
- Kirche Sainte-Radegonde aus dem 12./13. Jahrhundert, Monument historique seit 1986

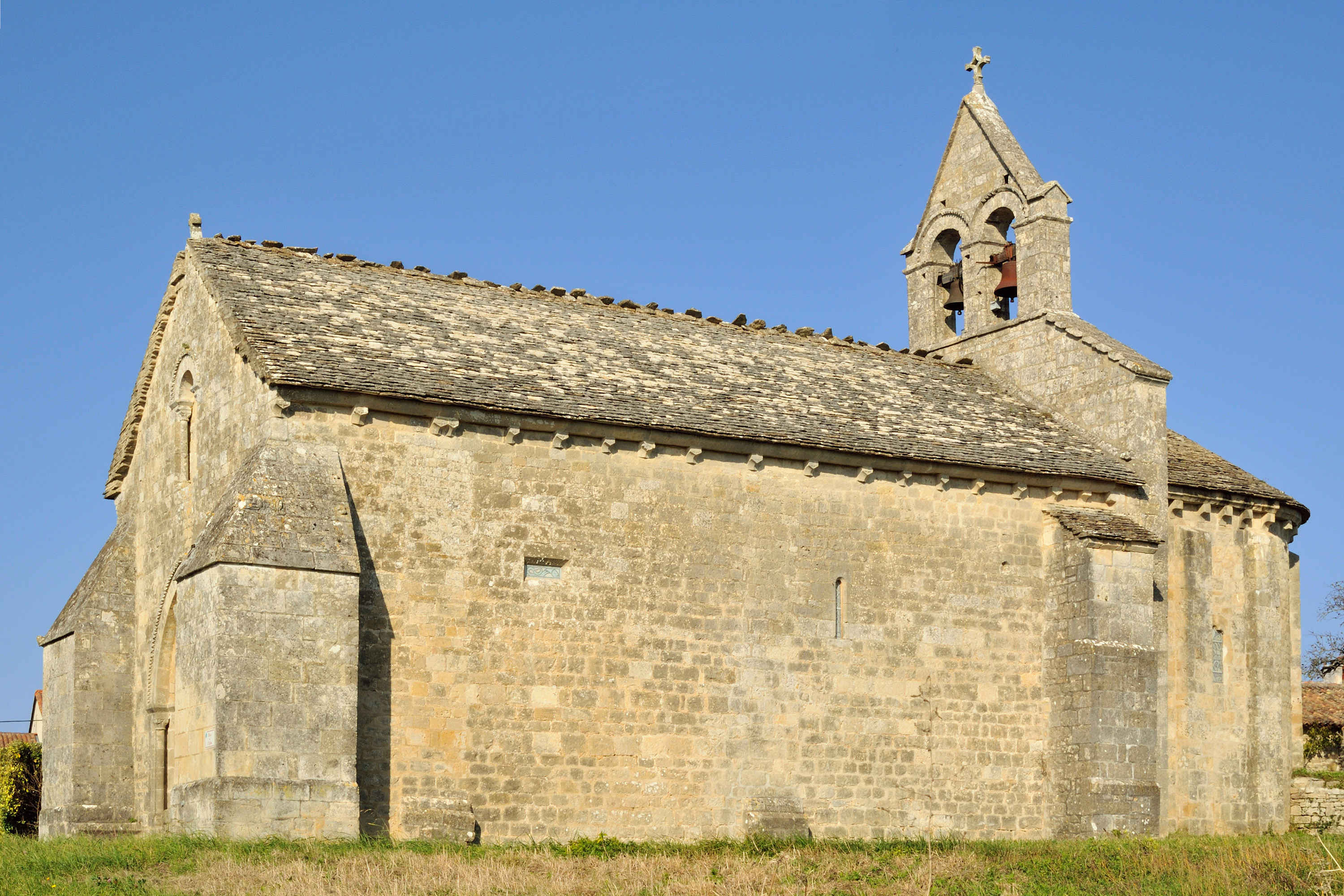
Kirche Sainte-Radegonde